# Eckfelder Maar
Koordinaten: 50° 6′ 56″ N, 6° 49′ 7″ O
Das Eckfelder Maar ist ein ehemaliger Vulkansee in der südwestlichen Eifel bei Manderscheid. Er bestand zur Zeit des Mittleren Eozäns vor rund 44 Millionen Jahren. Es ist eine bedeutende Fossillagerstätte, die zahlreiche zum Teil vollständige Fossilreste der ehemaligen Fauna und Flora birgt und seit 1987 kontinuierlich wissenschaftlich untersucht wird. Die zahlreichen Funde ermöglichen eine detailreiche Rekonstruktion der Landschaft. Das Maar gehört neben der Grube Messel und dem Geiseltal zu den vorrangigsten Fundstellen aus dieser geologischen Epoche in Mitteleuropa und weltweit.

## Lage

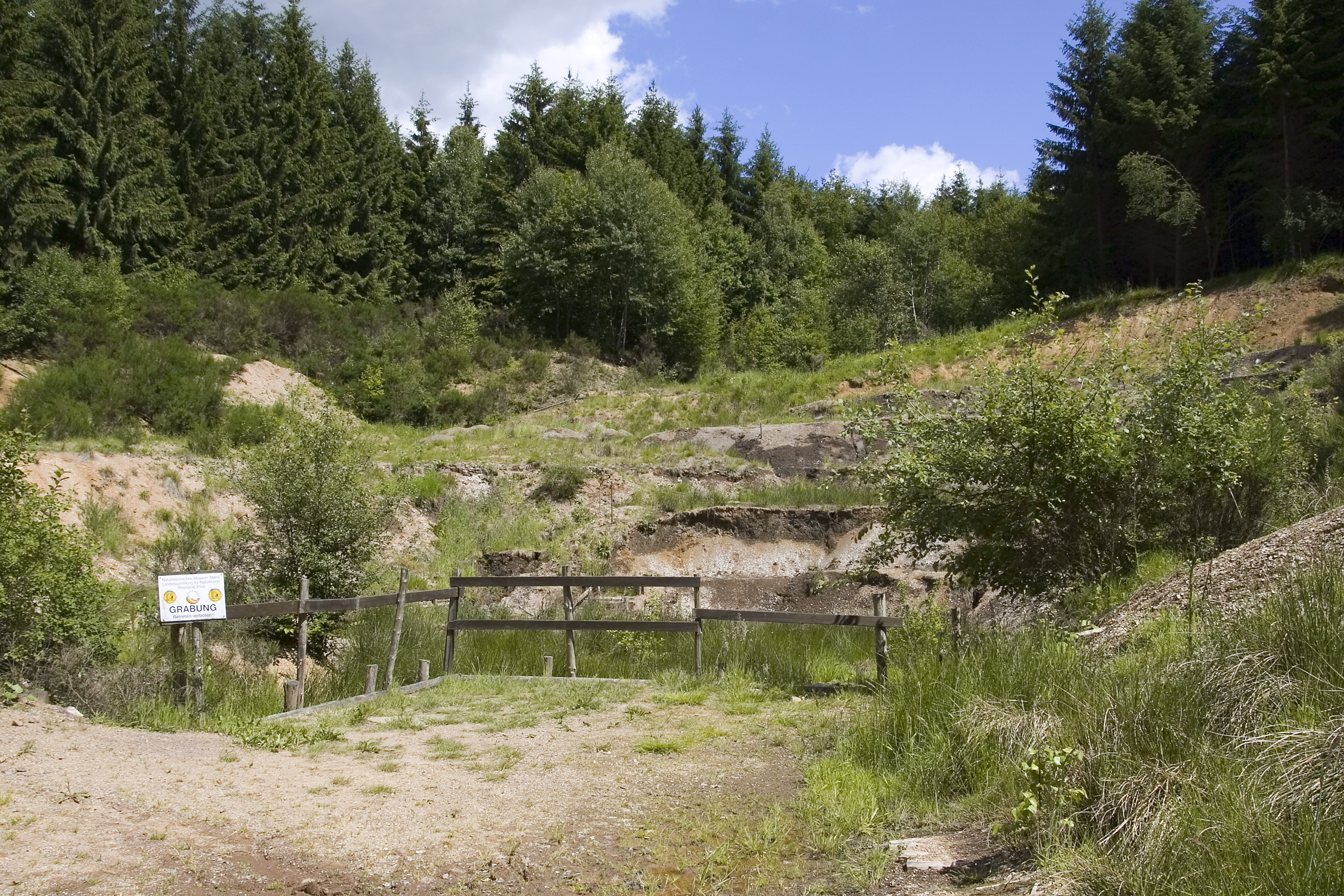
Das Eckfelder Maar

Das Eckfelder Maar befindet sich in der Eifel und liegt östlich des Flusses Lieser, eines Nebenflusses der Mosel, kurz vor der Einmündung des Pellenbachs in einer Höhe von 320 bis 395 Metern über dem Meeresspiegel. Etwa zwei Kilometer südöstlich der Fundstelle findet sich die namengebende Ortschaft Eckfeld, südwestlich Manderscheid. Das Maar bildet zusammen mit den unmittelbar in der Nähe gelegenen ehemaligen Vulkanen, dem Hillscheider Diatrem und dem Hillscheid Basalt, den Südrand der vulkanischen Hocheifel. Dieses rund 1800 km² große Gebiet enthält rund 400 bekannte Eruptionszentren, im eigentlichen Kerngebiet um den Hochkelberg ist dabei die Konzentration der Vulkane mit insgesamt 170 auf 40 km² am höchsten. Die Hauptaktivitätszeit dieser Vulkane datiert vom Mittleren Eozän bis ins Obere Oligozän von vor 45 Millionen bis 25 Millionen Jahren und steht in Zusammenhang mit den Aktivitäten des Rheingrabens und der damit verbundenen Anhebung der benachbarten Ablagerungen des Paläozoikums.

## Geologie
Das Maar von Eckfeld erreichte ursprünglich einen Durchmesser von 800 bis 1050 Metern. Durch intensive Erosion der oberen Bereiche sind noch etwa 460 × 500 m erhalten. Eingetieft ist der ehemalige Kratersee in marine Gesteine des Unteren Devons, die aus Sanden und Schluffen bestehen. Überlagert werden diese paläozoischen Gesteine vom Buntsandstein der Trias, der hier ursprünglich den Rand eines ehemaligen Meeres bildete, zur Zeit der Entstehung des Vulkankraters aber höchstwahrscheinlich schon abgetragen war. Gegenwärtig sind diese mesozoischen Ablagerungen nur noch als Relikte in erhöhter Lage auf 460 bis 470 m Meeresspiegelhöhe westlich der Lieser in etwa vier bis fünf Kilometern Entfernung vom heutigen Eckfelder Maar anzutreffen. Zur Zeit der Entstehung des Maars war diese durch die Abtragung des Buntsandsteins entstandene Senke angefüllt mit einem Verwitterungsrest aus den anliegenden Hochlagen, der sich aus den dort anstehenden paläozoischen und mesozoischen Gesteinen bildete und hauptsächlich Tone und Schluffe umfasste. Überreste dieser Sedimente sind ebenfalls heute noch in einzelnen Senken rund um das Eckfelder Maar anzutreffen. Dadurch wird angenommen, dass die damalige Oberfläche ebenfalls bei etwa 470 bis 480 m Höhe gelegen hatte und durch den Ausbruch des Eckfelder Eruptionszentrums, welcher als phreatomagmatische Explosion gedeutet wird, eine Hohlform entstand, die später der Maarsee ausfüllte. Nach der Verlandung des Sees wurde dieser dann, vor allem im Oberen Oligozän, durch weitere Ablagerungen in Form von fluviatil bis limnisch geprägter Sedimente überlagert, die möglicherweise unter Einfluss eines sich in ein nahes Meer ergießenden Stromes bildeten. Erst im Pleistozän vor rund 600.000 Jahren wurde das Eckfelder Maar durch weitere erosive Prozesse wieder freigelegt, wobei auch das gegenwärtige Relief entstand.
Die Maarfüllung wird heute der Eckfeld-Formation zugewiesen, die wenigstens 123 m Mächtigkeit im Zentrum des Kraters erreicht. Ausgehend von der später erfolgten Abtragung der oberen Bereiche der Maarfüllung wird von einer ursprünglichen Tiefe von etwa 210 m ausgegangen. Der eigentliche See war möglicherweise 110 bis eventuell 150 oder 170 m tief. Zuunterst lagern dabei zwei, insgesamt bis zu 50 m mächtige Schichten, die einerseits eine Brekzie aus verwittertem devonischen Felsen darstellt (Gesteinszone A), andererseits einen Abtragungsschutt gemischt mit Pyroklasten umfasst (Gesteinszone B). Beide Gesteinsschichten weisen keine Schichtung auf und wurden von den Resten des Kraterrandes gebildet, wobei sie wohl während der vulkanischen Eruptionen entstanden. Darauf lagert eine geschichtete Einheit aus Pyroklasten, die offensichtlich während der Initialphase des Kratersees, der sich durch einfließendes Grundwasser bildete, unter limnischen Bedingungen entstand und eine Mächtigkeit von 30 m erreicht (Gesteinszone C). In vollständig limnischen Milieu entstanden dann fein laminierte Schluffe und Tone, die im untersten Teil (Gesteinszone D1) noch frei von organischem Material ist. Darüber folgen organische und somit auch fossilreiche, ebenfalls fein geschichtete, meist weißlichgraue Tonschichten, die teilweise von dünnen Bitumen- und Sideritlagen durchsetzt sind und aus denen die gesamten Fossilfunde stammen (Gesteinszone D2). Diese feinen Ablagerungen, die zwischen 0,5 mm und 80 cm Mächtigkeit erreichen, im Durchschnitt aber weniger als 5 cm dick sind, entstanden während der allmählichen Auffüllung des Kraterbeckens mit feinkörnigen Ablagerungen im Wasser, die den See zunehmend kleiner werden ließen. Teilweise kam es aber auch am Beckenrand zu Massenabrutschungen von Sedimentlagen (Turbidite) in das Kraterinnere, welche teilweise aus gröberkörnigem Material bestehen und die feinen Schichtungen lokal unterbrachen. Das gesamte Sedimentpaket der Gesteinszone D ist heute rund 50 m mächtig, dürfte ursprünglich aber weitaus dicker gewesen sein, wobei der obere Bereich durch großflächige Landschaftserosion abgetragen wurde. Überdeckt werden die eozänen Sedimente von Ablagerungen aus dem Pleistozän und Holozän.

## Funde
Das Fundmaterial des Eckfelder Maars zeichnet sich durch eine hervorragende Erhaltung aus. Es umfasst teils vollständige Reste der Flora und Fauna der damaligen Zeit, die durch mindestens 30.000 Makroreste repräsentiert werden. Die gute Konservierung des Fossilmaterials, die sich nicht nur in Form von vollständigen Skeletten von Wirbeltieren, sondern auch durch die Überlieferung von Weichteilgewebe und Mageninhalten bei diesen sowie der natürlichen Farben bei Insekten zeigt, geht vor allem auf die sauerstoffarmen und weitgehend alkalischen Eigenschaften sowie den hohen Anteil an Elektrolyten in den tieferen Bereichen des Kratersees zurück, in denen sich die verendeten Lebewesen überwiegend angesammelt hatten. Diese eher lebensfeindlichen Bedingungen verhinderten eine Zersetzung des organischen Materials und sorgten auch dafür, dass kaum biologische Einflüsse (Bioturbation) die Lagerungsstrukturen störten und so ein nahezu idealer Zustand sowohl der Fossilien als auch der feinen Sedimentschichten überliefert blieb. Lediglich aus den Hangabrutschungen stammt ein größerer Teil von isolierten Knochen, Zähnen oder stärker fragmentiertem Material.

### Flora

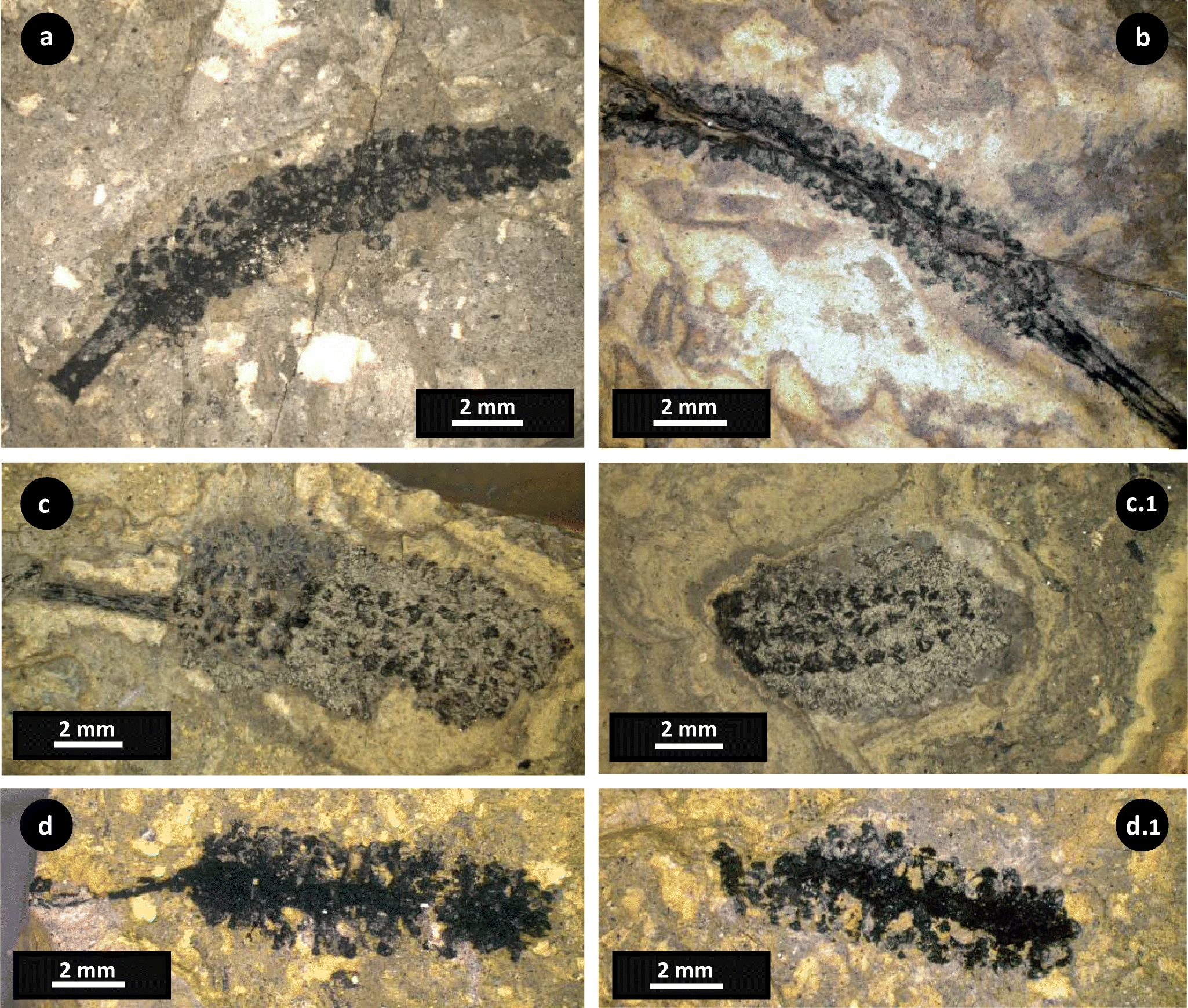
Myricamentum-Blütenstände aus dem Eckfelder Maar

Neben unzähligen Pollen und Sporen höherer Landpflanzen und zusätzlich einigen Hüllen von Algen kommen zahlreiche makroskopische Reste von Blättern, Samen, Früchten und Zweigen vor sowie mehr als 600 fossil erhaltene Blütenstände. Die gesamten floristischen Großreste umfassen mehr als 16.000 Funde. Unter diesen sind unter anderem Farne und Moose zu finden, wenn auch im untergeordneten Maße. Der weitaus größere Teil ist den Bedecktsamern zuzuordnen. Darunter sind vor allem Walnussgewächse häufig, etwa Verwandte von Engelhardia und Oreomunnea, die heute im tropisch beeinflussten Ostasien oder Zentralamerika beheimatet sind. Weiterhin kommen auch Ulmen-, Tee- und Gagelstrauchgewächse sowie Rosengewächse in größerer Anzahl vor. Von den Gagelstrauchgewächsen sind einzelne gut erhaltene Blütenstände der Gattung Myricamentum überliefert, die in situ noch Pollen erkennen lassen. Zahlreiche der fossilen Funde können derzeit aber noch nicht genau zugeordnet werden, doch ist eine Stellung in einigen weiteren Pflanzenfamilien in die nähere Betrachtung zu ziehen, etwa Rautengewächse, Balsambaumgewächse und Holunder.

### Fauna

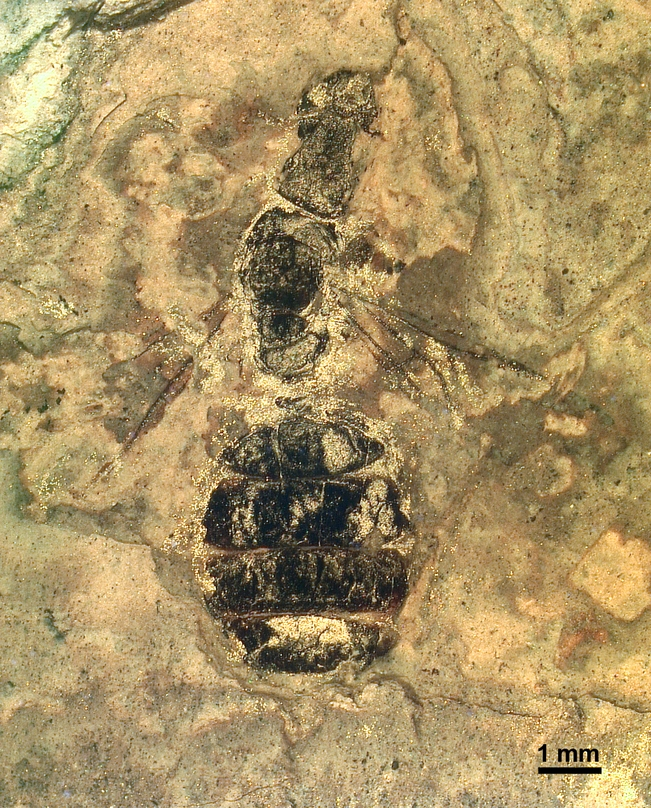
Gesomyrmex aus dem Eckfelder Maar

Wirbellose stellen bei weitem die häufigsten Faunenelemente im Eckfelder Maar dar. Unter diesen sind allerdings Schwämme und Moostierchen eher selten, Schnecken kommen dagegen häufiger vor, bei denen es sich überwiegend um Sumpfdeckelschnecken handelt. Sie werden aber meist verdrückt im Sediment aufgefunden. Am reichhaltigsten sind jedoch die Gliederfüßer, vor allem Insekten, von denen mehr als 5000, vielfach vollständige Abdrücke vorliegen, die über 145 Arten umfassen. Allein 84 % aller Funde sind dabei den Käfern zuzuweisen, darunter besonders häufig Rüsselkäfer und Langkäfer, aber auch Blattkäfer, Prachtkäfer, Schnellkäfer, Blatthornkäfer und Speckkäfer. Von letzteren wurde mit Eckfeldattagenus eine neue Gattung bestimmt, deren Belegexemplar lediglich 6,3 mm misst. Die Gattung Cupes aus der Gruppe der Cupedidae, die heute in Europa nicht mehr heimisch ist, kommt mit mehreren Arten vor. Zu den Besonderheiten der Insektenfauna gehört der fossile Erstnachweis der Vogellaus der Gattung Megamenopon, die nur 6,7 mm lang wurde, aber jenen, die heute an Wasservögeln parasitieren, ähnlich sieht. Sie besaß zudem noch Reste verdauter Federn im vorderen Drittel des Bauchbereiches. Ebenso bemerkenswert sind die Überreste von Bienen, zu denen Protobombus und Elektrapis gehören. Beide sind nahe mit der heutigen Honigbiene verwandt und waren ursprünglich nur aus dem Baltischen Bernstein bekannt. Unter den Ameisen ist die ausgestorbene Gattung Formicidium zu erwähnen, deren Überreste geflügelte Weibchen und Männchen umfassen, wobei Königinnen bis zu 16 cm Flügelspannweite erreichten. Des Weiteren liegen mehrere Exemplare der Gattung Gesomyrmex vor. Dieser Ameisenvertreter bewohnt heute noch die Wälder des tropischen Asiens. Der Wasserläufer der Gattung Gerris ist überdies mit einigen Individuen aus dem Stadium der Nymphen nachgewiesen. Andere Funde betreffen Deckelschildläuse, von denen Chitin-Reste an Pflanzen dokumentiert wurden. Weitere Gliederfüßer, aber im untergeordneten Maße, sind mit Krebstieren und Spinnen aus dem Eckfelder Maar bekannt.
Die häufigsten Wirbeltiere sind Fische, die mit wenigstens 700, zumeist vollständigen Skeletten nachgewiesen sind und denen in zahlreichen Fällen noch Reste der Weichteile anhaften. Bisher konnten etwa fünf Gattungen bestimmt werden, darunter Schlammfische, Knochenhechte und Knochenzüngler sowie Barschartige. Höhere Wirbeltiere sind dagegen eher seltener überliefert, teilweise stammen diese auch als isolierte Skelettreste aus den Hangabrutschungen. Unter den Amphibien finden sich bisher nicht identifizierte Vertreter der Frösche, wobei auch ein vollständiges Skelett entdeckt wurde. Reptilien umfassen mehrere Gruppen, wobei die Krokodile mit zwei bis drei Gattungen nachgewiesen sind, darunter Diplocynodon, eine zu den Alligatoren gehörige Panzerechse mit einem Teilskelett, bestehend aus dem Schädel und Teilen des Bewegungsapparates. Unter den Schildkröten sind überwiegend Halsberger-Schildkröten belegt. Sie sind vornehmlich über mehr oder weniger vollständige Rückenpanzer und teilweise auch Schädel- oder Skelettmaterial überliefert. Es treten mehrere Gruppen auf, von denen Rafetoides einen Repräsentanten der Weichschildkröten darstellt. Die Alligatorschildkröten werden durch Chelydrasia angezeigt. Ein größerer Teil der weiteren Formen ist den Altwelt-Sumpfschildkröten zuzuweisen. Hierzu zählen Palaeoemys, Borkenia oder Geiselemys. Zuletzt seien noch die Landschildkröten erwähnt, von denen unter anderem Reste von Geochelone (auch Barnesia genannt), Eochersina und Eochersis aufgefunden wurden. Eidechsen sind bisher nur von einigen Unterkieferfragmenten und Zahnresten bekannt, ebenso die Vögel, von denen Flügelknochen und Schädel, aber auch einzelne Federabdrücke vorliegen.
Säugetiere sind bisher mit über 16 Gattungen nachgewiesen. wobei mit je einem Unterkieferfragment Amphiperatherium und Peratherium als Vertreter der Beuteltiere anzusehen sind. Ebenfalls weitgehend nur Zahnfunde liegen von Primaten vor, die aber wenigstens vier Gattungen umfassen, darunter der kleine Europolemur, der vorher nur aus dem Geiseltal bekannt war. Recht formenreich sind die Unpaarhufer, hier sind allein vier Gattungen der eher kleinförmigen Pferdeartigen überliefert, darunter auch Eurohippus dem häufigsten Vertreter dieser Säugetiergruppe aus der Grube Messel. Sensationell ist der Fund eines vollständigen Skelettes des Urpferdchens Propalaeotherium mit einer Kopf-Rumpf-Länge von 72 cm, welches neben einzelnen erhaltenen Weichteilresten wie der Gebärmutter noch einen Fötus enthielt und so als Stute anzusprechen ist, die während ihrer Trächtigkeit ums Leben kam. Dieser Befund gehört zu den wenigen weltweit, die darauf schließen lassen, dass schon bei den frühesten Pferdevertretern jeweils nur ein Fohlen als Nachwuchs geboren wurde. Gleichzeitig enthielt das Skelett auch Nahrungsreste in Form von Blättern. Zur gleichen Gattung sind ein Skelett eines Jungtiers und über ein Dutzend Schädel zu stellen darunter ein vollständiger, der zu den wenigen unbeschädigten und nicht durch Sedimentauflast verdrückten Exemplaren gehört. Weitere Unpaarhufer stellen die frühen Tapirartigen wie Hyrachyus und Lophiodon dar. Ebenfalls sehr formenreich sind die Paarhufer, die aber weitgehend nur mit Ober- und Unterkieferresten vorliegen. Hervorzuheben ist Amphirhagatherium, dass mit einem geschätzten Körpergewicht von 4 kg zu den größten Paarhufern seiner Zeit gehörte und ein entfernter Verwandter der heutigen Flusspferde darstellt. Den kleinsten, bisher bekannten Paarhufer überhaupt, beschrieben anhand eines Unterkieferstückes mit einem Teil der hinteren Bezahnung, repräsentiert Herbertlutzius aus der Gruppe der ausgestorbenen Dichobunidae, dass nur die Größe eines heutigen Igels erreichte. Weitere bedeutende Angehörige der Paarhufer sind Haplobunodon und Hyperdichobune. Des Weiteren wurden bisher im Eckfelder Maar einzelne Reste von Nagetieren, darunter das moderne, große Ailuravus und drei Teilskelette bisher nicht identifizierter Fledermäuse gefunden.

### Datierung
Für eine biostratigraphische Alterseinstufung der Funde vom Eckfelder Maar dienen überwiegend die Reste der Säugetiere, wobei diese über die Veränderungen der Zahnmorphologie der Nagetiere und Paarhufer erfolgt. Den Charakter von Leitfossilien haben unter anderem die Paarhufer Haplobunodon, Hyperdichobune und Gervachoerus sowie das moderne Nagetier Ailuravus, des Weiteren aber auch der Pferdeverwandte Paraplagiolophus. Alle diese Tiere sprechen dafür, dass die Funde des Maarsees lokalstratigraphisch in das Obere Geiseltalium, benannt nach der bedeutenden Fossilfundstelle des Geiseltals in Sachsen-Anhalt, zu stellen und somit zwischen 43 und 44 Millionen Jahre alt sind. Damit können die Eckfelder Funde als etwa gleich alt wie jene der oberen Fundhorizonte des Geiseltals, angesehen werden und sind jünger als dessen unteren Fundbereiche und die extrem reichhaltige Grube Messel. Das Geiseltalium wiederum gehört in den mittleren Abschnitt der chronostratigraphischen Stufe Lutetium, die wiederum das Mittlere Eozän repräsentiert. Anhand von radiometrischen Untersuchungen mit Hilfe der Argon-Argon-Datierung an den unter den fein geschichteten Tonen (Gesteinszone D) liegenden Pyroklasten (Gesteinszone C) wurde ein absolutes Alter von 44,3 Millionen Jahren ermittelt. Diese Altersdaten bestätigen wiederum einerseits sehr gut die biostratigraphisch ermittelte Zuordnung des Eckfelder Maares, andererseits stellen sie auch das Maximalalter der Eckfelder Fossilfunde dar.

### Landschaftsrekonstruktion
Die bisherigen Ergebnisse ermöglichen es, die ehemalige Landschaft rund um das Eckfelder Maar zu rekonstruieren. So scheint ein Saum submers gewachsener Wasserpflanzen nicht ausgebildet gewesen zu sein, ebenso wenig wie ein sumpfiger Uferbereich. Dass die Hänge des Maarsees relativ steil und wenig stabil waren, lässt sich durch die Funde des Kletterfarns Lygodium erschließen, weiterhin durch lichtliebende Pflanzen wie Comptonia und Ephedra. Um das Maar herum bestand ein dichter Wald, der aus einem hohen Anteil an Walnussgewächsen bestand, aber auch aus Palmengewächsen oder gelegentlichen Koniferen. Auch hier weisen Kletterpflanzen und lichtliebende Gewächse auf das Vorhandensein von verstreuten Lichtungen hin. Gegen größere Flächen an Offenland sprechen vor allem die größeren Säugetiere. So besitzen die vorkommenden Paar- und Unpaarhufer jeweils eine deutlich bunodonte hintere Bezahnung, was für eine überwiegende früchte- bis blatthaltige Ernährung spricht, ebenso wie die Primaten eine waldreiche Landschaft annehmen lassen. Insgesamt war die Zeit des Mittleren Eozäns in Mitteleuropa durch tropisch warmes und feuchtes Klima gekennzeichnet, im Gegensatz zu den Fundstellen der Grube Messel und der unteren Schichten des Geiseltales lag die Jahresdurchschnittstemperatur am Eckfelder Maar aber schon um 2 bis 3 °C niedriger. Vor allem zum Geiseltal ergeben sich einzelne Unterschiede, da dieses zu jener Zeit sehr küstennah gelegen und durch eine stark vermoorte Landschaft gekennzeichnet war, während das Eckfelder Maar fern der damaligen Meeresküste auf eine Meereshöhe von rund 480 m gelegen hatte.

## Forschung

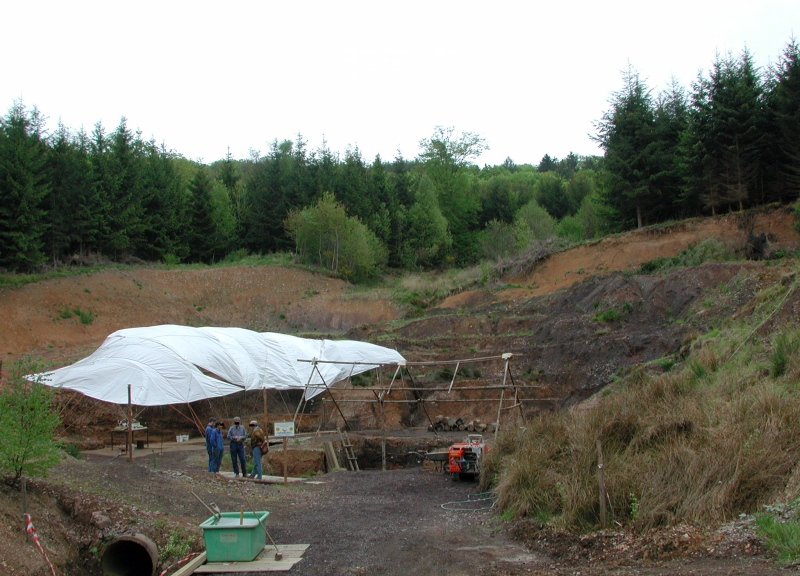
Ausgrabungen im Eckfelder Maar

Die Erforschung des Eckfelder Maares geht bis in die ausgehende erste Hälfte des 19. Jahrhunderts zurück, bereits 1839 wurden kleinere Aufschlüsse einer lokalen Braunkohle ausgebeutet, noch früher war die Existenz weißer, toniger Ablagerungen (Kaolinit) bekannt. Die ersten Funde wurden von C. O. Weber entdeckt, der eine Beschreibung von fossilisierten Blättern im Jahr 1853 verfasste und durch Vergleiche mit anderen, damals bekannten Fossilfundstellen das tertiäre Alter dieser Fossilien erkannte. Allerdings gerieten die Funde recht schnell wieder in Vergessenheit und erst über 100 Jahre später, 1959, erfolgten pollenanalytische Vergleiche mit anderen Fundstellen. In das vollständige Bewusstsein der Wissenschaft gelangen die Eckfelder Aufschlüsse aber erst in den 1970er und 1980er Jahren, als mit Hilfe geologischer Bohrungen die Struktur des Untergrundes erforscht und somit die Existenz eines ehemaligen Maares anhand von rund 50 m tief liegenden, pyroklastischen Ablagerungen erkannt wurde. Seit 1987 finden fast jährliche, wissenschaftliche Ausgrabungen statt, die durch das Mainzer Naturhistorische Museum in Zusammenarbeit mit der Landessammlung für Naturkunde Rheinland-Pfalz koordiniert werden und an deren Auswertungen zahlreiche Wissenschaftler weltweit beteiligt sind. Dabei wurden bisher mehr als 400 m² erschlossen, die sich im Nordwesten des Kraterinnern befinden.